# Пикалёво (Владимирская область)
Пикалёво — деревня в Александровском муниципальном районе Владимирской области России, входит в состав Краснопламенского сельского поселения.

## География
Деревня расположена в 7 км на север от центра поселения посёлка Красное Пламя и в 32 км на северо-запад от города Александрова. 

## История
В конце XIX — начале XX века деревня входила в состав Вишняковской волости Переславского уезда, с 1926 года в составе Тирибровской волости Александровского уезда. В 1859 году в деревне числилось 6 дворов, в 1905 году — 8 дворов, в 1926 году — 12 дворов.
С 1929 года деревня входила в состав Дуденевского сельсовета Александровского района, с 1941 года — в составе  Струнинского района, с 1965 года — в составе Александровского района, с 1971 года — в составе Обашевского сельсовета, с 2005 года — в составе Краснопламенского сельского поселения.

## Население
| 1859 | 1905 | 1926 | 2002 | 2010 | 2021 |
| ---- | ---- | ---- | ---- | ---- | ---- |
| 52   | ↘50  | ↗76  | ↘8   | ↘2   | →2   |